# Scorpiothyrsus erythrotrichus
Scorpiothyrsus erythrotrichus là một loài thực vật có hoa trong họ Mua. Loài này được (Merr. & Chun) H.L. Li miêu tả khoa học đầu tiên năm 1944.